# Stachelschwanzleguane
Die Stachelschwanzleguane (Hoplocercidae) sind eine von Panama bis Peru vorkommende Familie der Leguanartigen (Iguania).

## Merkmale
Die Echsen erreichen eine Kopf-Rumpflänge von 16 Zentimetern und haben charakteristische bestachelte Schwänze. Das Jochbein (Jugale) und das Schuppenbein (Squamosum) haben keinen breiten Kontakt zueinander. Das Dach des Scheitelbeins (Parietale) ist trapezförmig. Die Zähne auf Ober- und Unterkiefer sind pleurodont, d. h. bei Adulttieren nicht mit dem tragenden Knochen verwachsen. Zähne auf dem Gaumenbein fehlen, auf dem Flügelbein sind aber Zähne vorhanden. Mit Ausnahme von Hoplocercus können die Tiere in Gefahrensituationen ihren Schwanz an vorgegebenen Sollbruchstellen abwerfen.

## Lebensraum und Lebensweise
Die Arten der Gattungen Enyalioides und Morunasaurus leben in tropischen Regenwäldern, Enyalioides im westlichen Amazonasgebiet, Morunasaurus an der Pazifikküste von Panama bis Ecuador. Der nachtaktive Hoplocercus spinosus kommt nur in den Trockenwäldern des brasilianischen Cerrado vor. Alle Enyalioides-Arten für die Daten verfügbar sind, schlafen nachts auf Baumstämmen und Ästen. Die Hoplocercidae sind vor allem Bodenbewohner, einige Arten graben im Bodengrund. Sie fressen vor allem Termiten und Wanderheuschrecken, Hoplocercus spinosus auch Käfer.

## Systematik
Die Stachelschwanzleguane galten zunächst als Unterfamilie der Leguane (Iguanidae), bis sie 1989 von Frost und Etheridge in den Rang einer Familie gehoben wurden. Es gibt 22 Arten in zwei Gattungen:
- Gattung Enyalioides

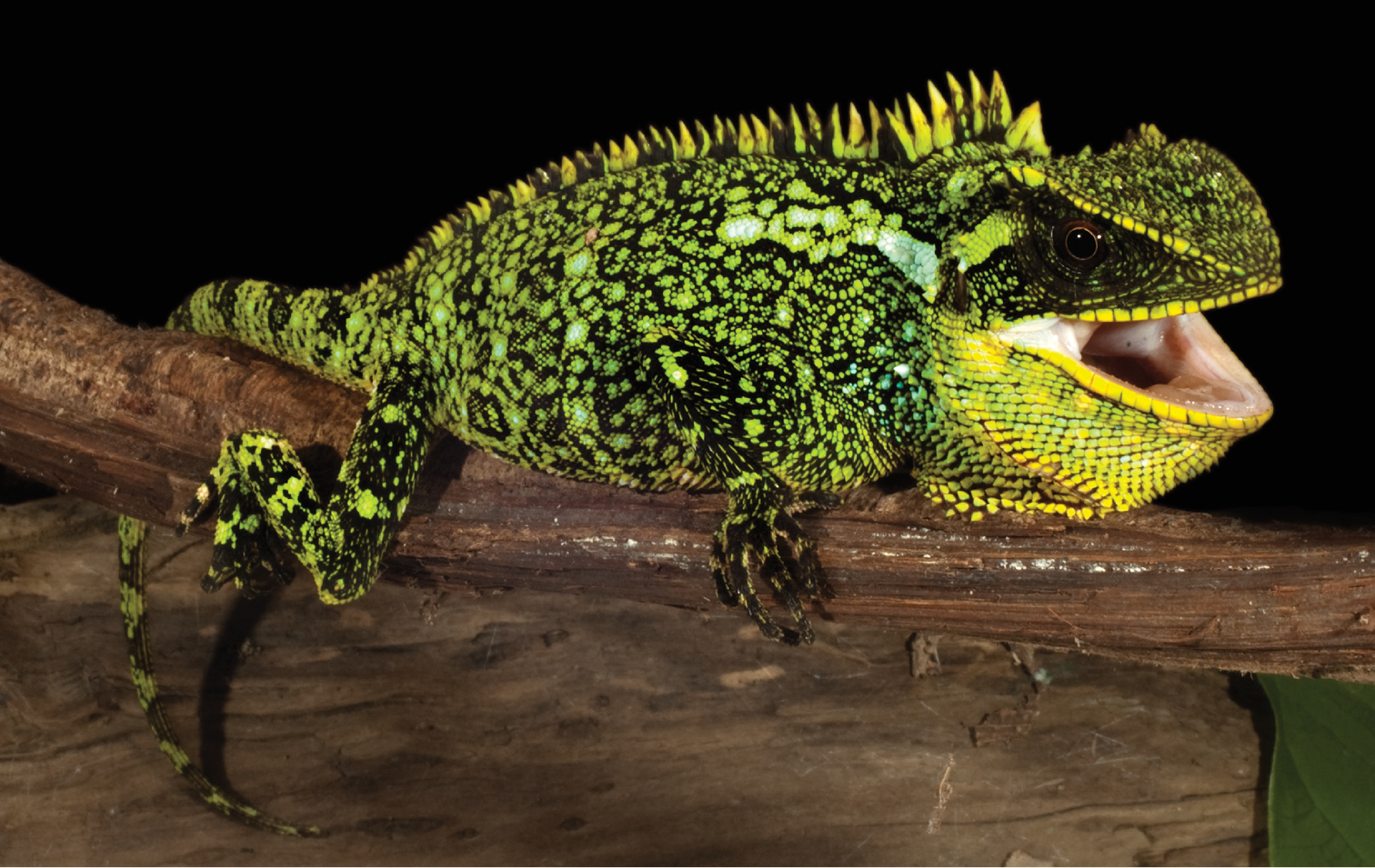
Enyalioides altotambo

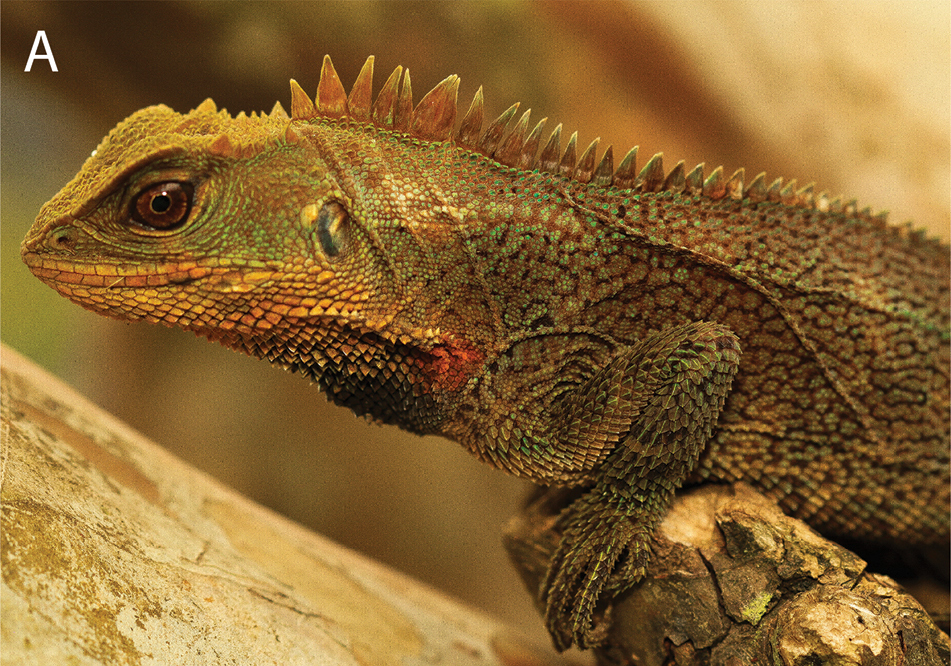
Enyalioides feiruzae

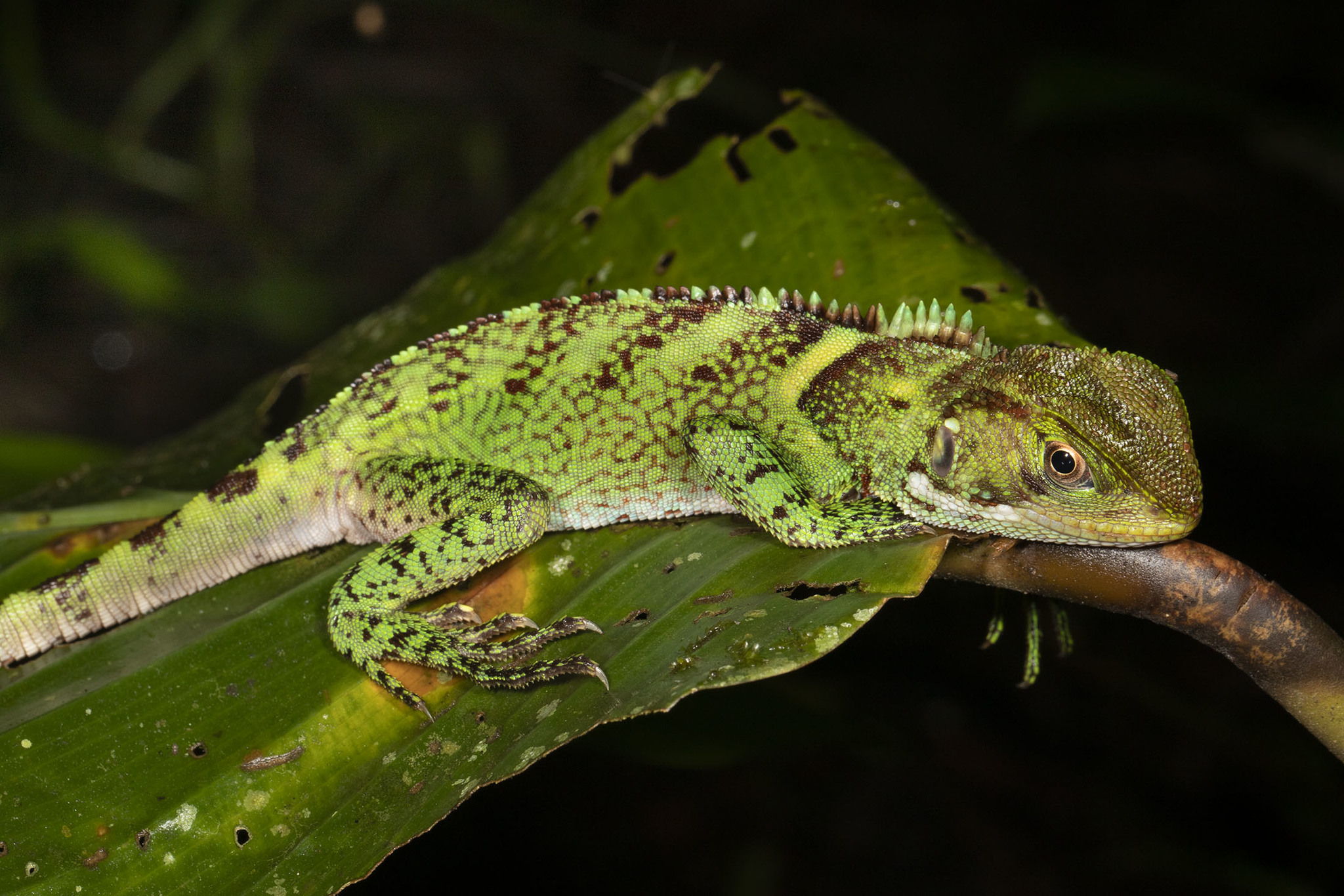
Enyalioides laticeps

  - Enyalioides altotambo  Torres-Carvajal, Venegas, & de Queiroz, 2015
  - Enyalioides anisolepis Torres-Carvajal, Venegas, & de Queiroz, 2015
  - Enyalioides annularis (O’Shaughnessy, 1881)
  - Enyalioides azulae Venegas, Torres-Carvajal, Duran, & de Queiroz, 2013
  - Enyalioides binzayedi Venegas, Torres-Carvajal, Duran, & de Queiroz, 2013
  - Enyalioides cofanorum Duellman, 1973
  - Enyalioides cyanocephalus Venegas et, al, 2024
  - Enyalioides dickinsoni Venegas et, al, 2024
  - Enyalioides feiruzae Venegas, Chávez, García-Ayachi, Duran, & Torres-Carvajal, 2021
  - Enyalioides groi Dunn, 1933
  - Enyalioides heterolepis (Bocourt, 1874)
  - Enyalioides laticeps (Guichenot, 1855)
  - Enyalioides microlepis (O’Shaughnessy, 1881)
  - Enyalioides oshaughnessyi (Boulenger, 1881)
  - Enyalioides palpebralis (Boulenger, 1883)
  - Enyalioides peruvianus Köhler, 2003
  - Enyalioides praestabilis (O’Shaughnessy, 1881)
  - Enyalioides rubrigularis Torres-Carvajal, de Queiroz, & Etheridge, 2009
  - Enyalioides rudolfarndti Venegas, Duran, Landauro, & Lujan, 2011
  - Enyalioides sophiarothschildae Torres-Carvajal, Venegas, & de Queiroz, 2015
  - Enyalioides touzeti Torres-Carvajal, Almendáriz, Valencia, Yúnez-Muñoz, & Reyes, 2008
- Gattung Hoplocercus
  - Hoplocercus spinosus Fitzinger, 1843